# Shabana Rehman Gaarder
Pour les articles homonymes, voir Rehman (homonymie) et Gaarder.
Shabana Rehman Gaarder (en ourdou : شبانه رحمان, née le 14 juillet 1976 à Karachi au Pakistan et morte le 29 décembre 2022,) est une humoriste de stand-up norvégienne d'origine pakistanaise, écrivaine et chroniqueuse.
Elle est notamment connue pour faire débat sur des sujets liés à l'immigration et à l'intégration des musulmans en Norvège faisant de sa personnalité un sujet en soi, appelé « débat Shabana ».

## Biographie
Shabana Rehman nait à Karachi au Pakistan le 14 juillet 1976. En 1977, elle déménage en Norvège avec sa famille, une fratrie de sept enfants. Elle est élevée dans la religion musulmane mais s'identifie aujourd'hui comme libre-penseuse,,.

### Carrière

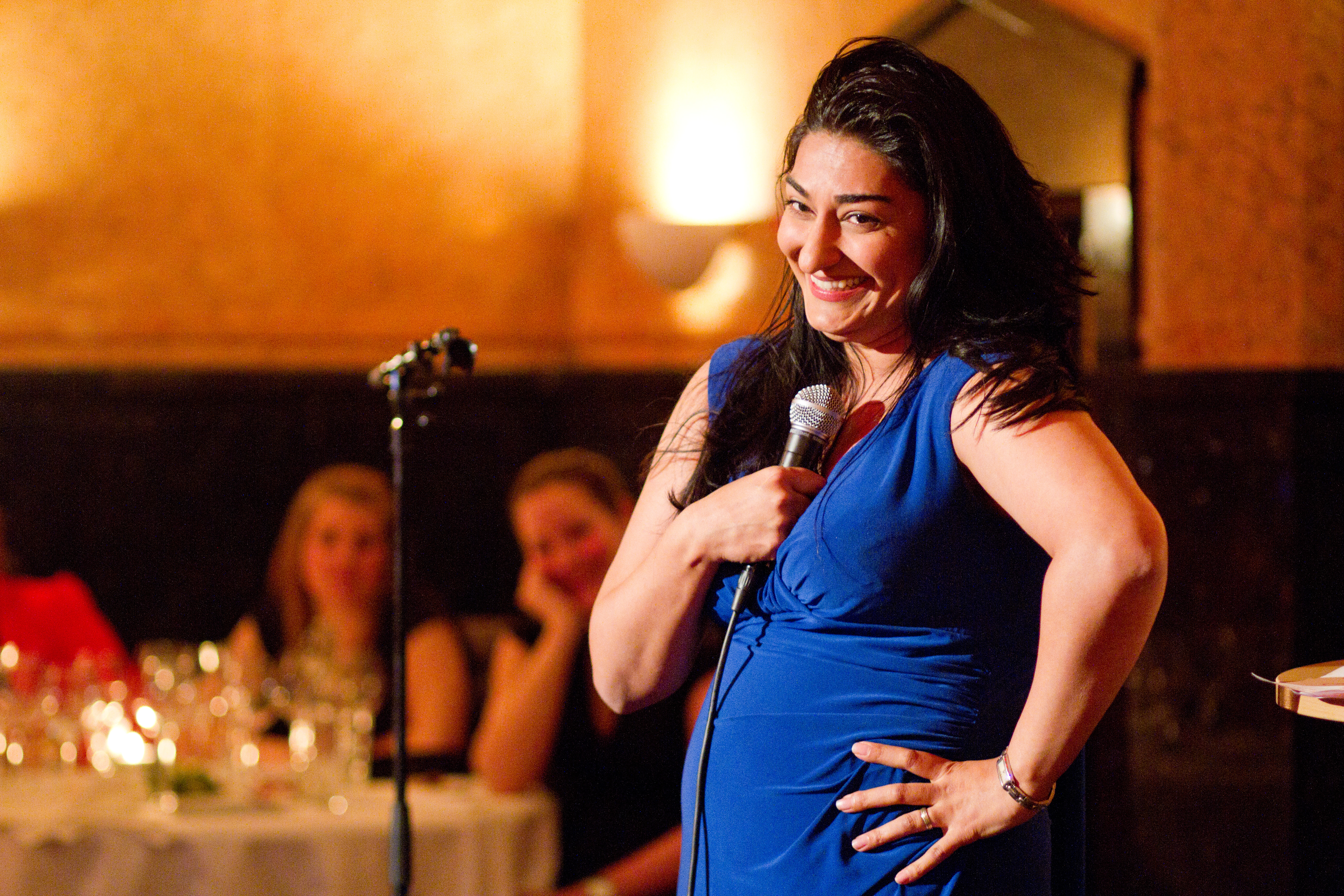
Standup de Shabana Rehman Gaarder pendant le Girl Dinner 2011 organisé par Start NHH.

Shabana Rehman commence sa carrière en tant que chroniqueuse dans le journal Verdens Gang en 1996 puis fait ses débuts d'humoriste de stand-up en 1999. En 2000, elle commence à travailler comme chroniqueuse pour Dagbladet et écrit régulièrement pour des journaux et des magazines.
Shabana Rehman connaît une audience internationale et est notamment interviewée par Time Magazine et le New York Times. Ses spectacles font salles pleines en Norvège, au Danemark, en Islande et aux îles Féroé. Elle parle couramment le norvégien, l'ourdou et l'anglais et se produit en allemand.
En 2006, Shabana Rehman rejoint l'American Comedy Institute à New York.

### Vie personnelle
Shabana Rehman rencontre l'écrivain Dagfinn Nordbø sur le circuit stand-up en 1999 et l'épouse en 2003. En 2004, le journal tabloïd Dagbladet classe le couple parmi les influenceurs d'opinion les plus importants du pays. Après deux ans de mariage, le couple se sépare et Shabana Rehman déménage aux États-Unis pour ses études. En août 2007, ils annoncent leur divorce tout en affirmant rester amis. En 2008, elle épouse Martin Gaarder, journaliste à la NRK.
On lui diagnostique un cancer du pancréas en janvier 2022.

## Polémique
Shabana Rehman devient une des comédiennes les plus connues de Norvège et une voix importante dans le débat social. Elle crée la polémique et soulève l'émoi avec des sujets touchant à l'immigration, à l'intégration, aux conflits et traditions musulmans, au féminisme et à la répression sexuelle. Elle met en scène et plaisante des immigrés musulmans conservateurs dans une Scandinavie libérale, socialement et sexuellement. Elle rit de tout, de la pilosité faciale des fondamentalistes aux opérations de restauration de la virginité que subissent certaines femmes musulmanes fiancées en Norvège. Les Norvégiens n'échappent pas non plus à son humour, avec leur culture « alcool et porc » et leurs structures familiales « progressistes » dans lesquelles un seul enfant peut avoir plusieurs couples de parents,.
Les interventions de Shabana Rehman font souvent débat, à tel point qu'en Scandinavie, on parle de « débat Shabana » et que l'humoriste est placée sous protection policière.
Depuis le début des années 2000, Shabana Rehman exhorte les immigrés musulmans à adopter les valeurs progressistes occidentales telles que les droits humains et la liberté individuelle. Elle proclame notamment que les femmes, en particulier, devraient avoir le choix d'être qui elles veulent être et de faire usage de leurs corps comme bon leur semble. Les libéraux se sont parfois plaints de son apparente insensibilité à l'égard des immigrés et des valeurs musulmanes, tandis que les musulmans conservateurs affirment qu'elle « dénigre leur religion ». L'anthropologue Marianne Gullestad accuse Shabana Rehman de renforcer les stéréotypes sur les musulmans et de faire croire aux Norvégiens qu'il est normal de discriminer les immigrés. Shabana Rehman  affirme avoir reçu des menaces de mort, principalement de la part de jeunes immigrés.
En 2000, elle pose nue pour la couverture de Dagbladet avec le drapeau norvégien peint sur son corps, en disant : «  je me déshabille pour provoquer les autoritaires afin de les exposer ». Simultanément, elle pose dans des vêtements traditionnels pakistanais, expliquant que les deux identités lui sont extérieures et qu'elle seule peut choisir ce qu'elle est.
Le 27 avril 2004, à l'occasion d'un débat télévisé, Shabana Rehman s'approche du Mollah Krekar, soupçonné de liens avec Al-Qaïda, et le soulève de terre en affirmant qu'un homme qui peut être porté par une femme ne peut pas être un fondamentaliste,. Outré, Mollah Krekar dépose une plainte auprès de la police, classée sans suite.
Le 19 mars 2005, dans un article dans Dagbladet, Fødemaskinens fødselsarv (traduit: L'héritage de naissance de la machine à accoucher), elle parle ouvertement de son propre avortement.
Le 21 août 2005, à l'occasion de l'ouverture du Festival international du film norvégien, Shabana Rehman embrasse la ministre de la Culture de la Norvège, Valgerd Svarstad Haugland (qui représente les démocrates-chrétiens de Norvège et a beaucoup agi en faveur des droits des homosexuels) puis expose rapidement ses fesses en affirmant : « Je veux montrer qu'en Norvège, vous pouvez faire de telles choses sans être lynché ou arrêté ».
Le 25 août 2005, des coups de feu sont tirés dans un restaurant appartenant à la sœur de Shabana Rehman.